# BBT-Gruppe
Die BBT-Gruppe gehört nach eigenen Angaben mit über 100 Einrichtungen zu den großen christlichen Trägern von Krankenhäusern und Sozialeinrichtungen in Deutschland. Über 16.000 Mitarbeitende versorgen jährlich mehr als 850.000 Patienten ambulant und stationär und betreuen in verschiedenen Wohn- und Betreuungsangeboten der BBT-Gruppe über 2.000 Menschen.

## Geschichte
Am 21. Juni 1850 gründete Peter Friedhofen die Kongregation der Barmherzigen Brüder von Maria-Hilf. Neben den Ordensgelübden des Gehorsams, der Armut und der Keuschheit liegt der Auftrag der Gemeinschaft bis heute in der Arbeit und Sorge für kranke, behinderte, alte und benachteiligte Menschen. 1852 begann Peter Friedhofen, Kranke und Pflegebedürftige in der Florinspfaffengasse in Koblenz zu versorgen. 1853 kamen die ersten Brüder auf Bitten des Bischofs nach Trier, wo sie ihren Dienst in der dortigen Demeriten-Anstalt übernahmen. Es folgten weitere Gründungen im In- und Ausland. Am 10. November 1857 erhielt Peter Friedhofen die staatliche Genehmigung für eine „Privatkranken- und Irrenbewahranstalt“ – der Grundstein des ersten Krankenhauses in der Koblenzer Florinspfaffengasse war gelegt.
1955 erfolgte die Gründung des Katholischen Krankenpflegevereins e. V. als Träger der Einrichtungen des Ordens in Deutschland.
1993 wurde der Name in Barmherzige Brüder Trier e. V., kurz BBT e. V., geändert. 2014 erfolgte der Wechsel der Rechtsform Barmherzige Brüder Trier gGmbH.

## Einrichtungen
Die Einrichtungen der BBT-Gruppe – Gesundheitsdienste, Seniorendienste, Psychiatrische Dienste, Bildungsdienste und Servicedienste< – befinden sich in Nordrhein-Westfalen, Rheinland-Pfalz, im Saarland sowie in Baden-Württemberg.
Krankenhäuser der BBT-Gruppe sind:
- Brüderklinikum Julia Lanz[4] (Fusion aus Theresienkrankenhaus und St. Hedwig-Klinik Mannheim und Diakonissenkrankenhaus Mannheim)
- Brüderkrankenhaus Trier
- Brüderkrankenhaus St. Josef Paderborn
- St.-Marien-Hospital Marsberg
- Fachklinik für Psychiatrie und Psychotherapie Saffig
- Katholisches Klinikum Koblenz-Montabaur (Betriebsstätten Brüderhaus Koblenz, Marienhof Koblenz und Brüderkrankenhaus Montabaur)
- Caritas-Krankenhaus Bad Mergentheim
- Krankenhaus Tauberbischofsheim
- Hohenloher Krankenhaus (Krankenhaus in Öhringen, Gesundheitszentrum im ehemaligen Krankenhaus Künzelsau)
- Gemeinschaftskrankenhaus Bonn
- St. Elisabeth Krankenhaus in Lahnstein